# Nicola Vaccaj
Nicola Vaccaj (Tolentino, 15 marzo 1790 – Pesaro, 5 agosto 1848) è stato un compositore e insegnante italiano.

## Biografia
Nato a Tolentino, Nicola Vaccaj fu l'ultimo rappresentante della Scuola musicale napoletana; casualmente era marchigiano, così come lo fu il primo rappresentante di questa scuola, Giovanni Battista Pergolesi nativo di Jesi (Ancona).
Iniziò i suoi studi presso l'Accademia di Santa Cecilia di Roma dove si diplomò, ma si spostò presto a Napoli per seguire le lezioni del maestro Giovanni Paisiello e fu proprio a Napoli che, nel 1815, mise in scena la sua prima opera lirica intitolata I solitari di Scozia, che ebbe un discreto successo di pubblico.
Si trasferì in seguito a Venezia che al tempo era ancora la più importante piazza teatrale d'Italia, dove scrisse altre opere ma soprattutto si dedicò all'insegnamento del canto lirico che fu una delle sue passioni, tanto che nel 1834 compose a Parigi e pubblicò a Londra il suo Metodo pratico di canto italiano per camera, che rimase per anni, ma ancora oggi, uno strumento didattico indispensabile per i cantanti d'opera. Questa opera è costituita da 15 piccoli (durano circa un minuto l'uno) brani di cantato con accompagnamento di pianoforte in difficoltà crescente, in realtà le arie sono 22 la maggior parte tratte da arie di Pietro Metastasio.
Viaggiò ancora fino a Trieste, successivamente le autorità austriache lo chiamarono a dirigere il Conservatorio di Milano.
Dal 1824 furono rappresentate in vari teatri italiani le sue opere, tra cui Pietro il Grande, La pastorella feudataria, Zadig e Astartea, Bianca di Messina e, la più famosa, Giulietta e Romeo (1825), sul libretto di Felice Romani 5 anni più tardi utilizzato da Vincenzo Bellini per I Capuleti e i Montecchi.
Altre sue opere furono utilizzate in "pasticci" o combinate con lavori rossiniani. Compose anche pagine di musica sacra e arie da camera.
Con i primi bagliori del romanticismo l'astro del melodramma napoletano, che era durato più di un secolo, tramontò e con esso anche quello di Vaccaj, le cui opere uscirono di repertorio. Al compositore è stato intitolato il settecentesco teatro lirico di Tolentino, Teatro Nicola Vaccaj, che nel 2008 è stato quasi completamente distrutto da un incendio. Una volta restaurato, il teatro è stato riaperto al pubblico il 10 settembre 2018 nel 221º anniversario della sua inaugurazione.

## Opere liriche
- I solitari di Scozia, melodramma in 2 atti, libretto di Andrea Leone Tottola (Napoli, Teatro Nuovo, 18 febbraio 1815)
- Malvina (Venezia, Teatro San Benedetto, 8 giugno 1816)
- Il lupo di Ostenda, ossia L'innocenza salvata dalla colpa (Venezia, Teatro San Benedetto, 17 giugno 1818)
- Pietro il grande, ossia Un geloso alla tortura (Parma, Teatro Ducale di Parma, 17 gennaio 1824)
- La pastorella feudataria (Torino, Teatro Carignano, 18 settembre 1824)
- Zadig ed Astartea, libretto di Andrea Leone Tottola (Napoli, Teatro San Carlo, 21 febbraio 1825 con Adelaide Tosi, Andrea Nozzari e Michele Benedetti (basso))
- Giulietta e Romeo (Milano, Teatro della Cannobiana, 31 ottobre 1825)
- Bianca di Messina (Torino, Teatro Regio, 20 gennaio 1826 diretta da Giovanni Battista Polledro con Henriette Méric-Lalande)
- Il precipizio, o Le fucine di Norvegia, melodramma semiserio in 2 atti, libretto di Bartolomeo Merelli (Milano, Teatro alla Scala, 16 agosto 1826)
- Giovanna d'Arco, melodramma romantico in 4 parti, libretto di Gaetano Rossi (Venezia, Teatro La Fenice, 17 febbraio 1827) con Adelaide Tosi e Gaetano Crivelli
- Saladino e Clotilde (Milano, Teatro alla Scala, 4 febbraio 1828)
- Alexi (Napoli, Teatro San Carlo, 6 luglio 1828)
- Saul, tragedia lirica in 2 atti, libretto di Felice Romani, revisione di Andrea Leone Tottola, (Napoli, Teatro San Carlo 11 marzo 1829, ma composto tra il 1825 e il 1826) con Giovanni Battista Rubini, Luigi Lablache e Michele Benedetti (basso)
- Giovanna Grey, opera lirica in 3 atti, libretto del conte Carlo Pepoli (Milano, Teatro alla Scala, 23 febbraio 1836 con Maria Malibran ed Ignazio Marini)
- Marco Visconti (Torino, Teatro Regio, 27 gennaio 1838 diretta da Polledro con Domenico Donzelli)
- La sposa di Messina (Venezia, Teatro La Fenice, 2 marzo 1839 con Carolina Ungher, Napoleone Moriani e Giorgio Ronconi (baritono))
- Virginia (Roma, Teatro Apollo, 14 gennaio 1845)